# 中宗岡
中宗岡（なかむねおか）は、埼玉県志木市の町名。現行行政地名は中宗岡一丁目から五丁目。郵便番号は353-0002。

## 地理
志木市の東部に位置する。西側には新河岸川が流れる。志木街道が東西を横断する。

### 地価
住宅地の地価は2017年（平成29年）1月1日の公示地価によれば中宗岡5-28-8の地点で16万2000円/m2となっている。

## 歴史

### 沿革
- 1973年（昭和48年）11月1日 - 住居表示の実施により[5]、大字宗岡（もとの宗岡村）から上宗岡、中宗岡、下宗岡が成立[4]。

## 世帯数と人口
2017年（平成29年）9月30日現在の世帯数と人口は以下の通りである。
| 丁目         | 世帯数    | 人口     |
| ------------ | --------- | -------- |
| 中宗岡一丁目 | 1,110世帯 | 2,429人  |
| 中宗岡二丁目 | 1,301世帯 | 2,971人  |
| 中宗岡三丁目 | 868世帯   | 2,107人  |
| 中宗岡四丁目 | 787世帯   | 1,898人  |
| 中宗岡五丁目 | 751世帯   | 1,609人  |
| 計           | 4,817世帯 | 11,014人 |

## 小・中学校の学区
市立小・中学校に通う場合、学区は以下の通りとなる。
| 丁目         | 番地                                          | 小学校                 | 中学校                 |
| ------------ | --------------------------------------------- | ---------------------- | ---------------------- |
| 中宗岡一丁目 | 1〜7番 10〜13番 17〜19番                      | 志木市立宗岡第四小学校 | 志木市立宗岡中学校     |
| 中宗岡一丁目 | その他                                        | 志木市立宗岡小学校     | 志木市立宗岡第二中学校 |
| 中宗岡二丁目 | 1〜6番 7番34〜49号 8番20～26号 18〜30番 940番 | 志木市立宗岡小学校     | 志木市立宗岡第二中学校 |
| 中宗岡二丁目 | その他                                        | 志木市立宗岡第二小学校 | 志木市立宗岡中学校     |
| 中宗岡三丁目 | 全域                                          | 志木市立宗岡小学校     | 志木市立宗岡第二中学校 |
| 中宗岡四丁目 | 全域                                          | 志木市立宗岡小学校     | 志木市立宗岡第二中学校 |
| 中宗岡五丁目 | 19〜28番                                      | 志木市立宗岡小学校     | 志木市立宗岡第二中学校 |
| 中宗岡五丁目 | その他                                        | 志木市立宗岡第四小学校 | 志木市立宗岡中学校     |

## 道路
- 東京都道・埼玉県道36号保谷志木線
- 埼玉県道・東京都道40号さいたま東村山線
- あきはね通り
- 和光富士見バイパス（建設中）

## 施設
1丁目
- 志木市役所
- 宗岡浄水場
- 三ツ木保育園
- JAあさか野
- 天神社

2丁目
- 宗岡変電所
- おおのみち幼稚園
- かすみ児童公園

3丁目
- 志木市立宗岡小学校
- 志木市郷土資料館

4丁目
- 川口信用金庫

5丁目
- 村山快哉堂